# قائمة الأغاني الخالدة
الأغنية الخالدة أو المميزة هي الأغنية الوحيدة (أو في بعض الحالات واحدة من عدد قليل من الأغاني) التي تميز مسيرة فنان أو فرقة موسيقية معروفة وراسخة، حتى لو كان لديهم نجاح مع مجموعة متنوعة من الأغاني الأخرى. هناك أيضًا حالات حصل فيها ممثل فيلم على أغنية مميزة من خلال تقديم أداء صوتي شائع في إحدى الميزات. يمكن أن تكون الأغاني المميزة نتيجة تحديد الهوية العامة التلقائية، أو أداة تسويق طورتها صناعة الموسيقى للترويج للفنانين، وبيع تسجيلاتهم وتطوير قاعدة من المعجبين.
غالبًا ما يُتوقع من الفنانين والفرق الموسيقية التي تحمل أغانٍ مميزة أن يقوموا بأدائها في كل حفلة موسيقية.

## قائمة الفنانين المختارين وأغانيهم المميزة (مرتبة حسب اسم العائلة)
- آبا (فرقة موسيقية) – «الملكة الراقصة»[3]
- كريستينا أغيليرا – «جميلة»[4]
- ذي أنيملس – «بيت الشمس المشرقة»[5]
- ريك أستلي – «لا تستسلم أبدا»[6]
- باكستريت بويز – "I Want It That Way"[7]
- شيرلي باسي – "Goldfinger"[8]
- بيك (كاتب) – "Loser"[9]
- توني بينيت – "تركت قلبي في سان فرانسيسكو  [لغات أخرى]‏"[10]
- تشاك بيري – «جوني ب جود»[11]
- بلو أويستر كلت – "(Don't Fear) The Reaper"[12]
- بون جوفي – "Livin' on a Prayer"[13]
- لورا برانيجان – «غلوريا»[14]
- غارث بروكس – "The Dance  [لغات أخرى]‏"[15]
- جيف بوكلي – «هاليلويا»[16]
- جيمي بافيت – "Margaritaville"[17]
- الكاربنترز – «لقد بدأنا للتو»[18]
- ري تشارلز – "What'd I Say"[19]
- Cheap Trick – "I Want You to Want Me"[18]
- شيكاغو – "Beginnings"[18]
- بيتولا كلارك – "Downtown"[20]
- Confederate Railroad – "Trashy Women"[21]
- بينغ كروسبي – "White Christmas  [لغات أخرى]‏"[22]
- بيلي ري سايرس – "Achy Breaky Heart"[23]
- بوبي دارين – "Mack the Knife"[24]
- سامي ديفيس جونيور – "I've Gotta Be Me"[25]
- دوريس داي – "Que Sera, Sera (Whatever Will Be, Will Be)"[26][27]
- Dead Kennedys – «عطلة في كمبوديا»[28]
- ديف ليبارد – «بور سام شغر أون مي»[29]
- ديب بيربل – «دخان على الماء»[30]
- Diamond Rio – "Meet in the Middle"[31]
- مارلينه ديتريش – "Falling In Love Again  [لغات أخرى]‏"[32]
- سيلين ديون – «قلبي سيستمر»[33]
- Dishwalla – "Counting Blue Cars"
- دورز – «أشعل ناري»[34]
- دوران دوران – "Hungry Like the Wolf"[35]
- صقور (فرقة) – «فندق كاليفورنيا (أغنية)»[36]
- إمينيم – «اخسر نفسك»[37]
- برانتلي غيلبرت – "Kick It in the Sticks"[38]
- غيرلز الآود – "Biology"[39]
- Goo Goo Dolls – "Iris"[40]
- لي غرينوود – "God Bless the USA"[41]
- بيل هالي وفريق الكوميتس – «روك على مدار الساعة»[42]
- بوب هوب – "Thanks for the Memory"[43]
- لينا هورن – "Stormy Weather  [لغات أخرى]‏"[44]
- Iron Butterfly – "In-A-Gadda-Da-Vida"[45]
- إيتا جيمس – "At Last"[46]
- بيلي جويل – "Piano Man  [لغات أخرى]‏"[47]
- جورج جونز – "He Stopped Loving Her Today"[48]
- توم جونز – "It's Not Unusual"[49]
- جيرني – "Don't Stop Believin'"[50]
- ذا كيلرز – "Mr. Brightside"[51]
- إيفلين كينغ  [لغات أخرى]‏ – "Shame"[52]
- The Kingsmen – "Louie, Louie"[53]
- كينكس – "You Really Got Me"[54]
- Kiss – "Rock and Roll All Nite"[18]
- Gladys Knight & the Pips – "Midnight Train to Georgia"[55]
- سيندي لوبر – "Girls Just Want to Have Fun"[56]
- لد زبلين – «سلم إلى السماء»[57]
- جون لينون – «تخيل (أغنية)»[58]
- جيري لي لويس – "Great Balls of Fire"[59]
- لينكين بارك – «إن ذا إند»[60]
- Guy Lombardo – «نشيد الوداع»[61]
- جولي لندن – "Cry Me a River  [لغات أخرى]‏"[62]
- لوريتا لين – "Coal Miner's Daughter  [لغات أخرى]‏"[63]
- لينيرد سكاينيرد – "Free Bird"[64]
- Barbara Mandrell – "I Was Country When Country Wasn't Cool"[65]
- مارتينا ماكبرايد – "Independence Day  [لغات أخرى]‏"[66]
- دون ماكلين – "American Pie  [لغات أخرى]‏"[67]
- من آت وورك – "Down Under  [لغات أخرى]‏"[68]
- بيت ميدلر – "Wind Beneath My Wings"[69]
- كايلي مينوغ – «كانت غيت يو آوت أوف ماي هيد»[70]
- مودي بلوز – «ليالي في ساتان أبيض»[18]
- موتورهيد – "Ace of Spades  [لغات أخرى]‏"[71]
- نيرفانا (فرقة موسيقية) – «رائحة مثل روح مراهق»[72]
- أويسس – «وندروال (أغنية)»[73]
- أوزي أوزبورن – "Crazy Train"[74]
- The Pointer Sisters – "I'm So Excited"[75]
- لاينل ريتشي – "Hello"[76][77]
- كيني روجرز – "The Gambler  [لغات أخرى]‏"[78]
- الرولينج ستونز – «(لاأقبل بعدم) الرضا»[79]
- ليندا رونستادت – Blue Bayou[80]
- سافج غاردن – "Truly Madly Deeply"[81]
- Neil Sedaka – "Breaking Up Is Hard to Do"[82]
- Semisonic – "Closing Time  [لغات أخرى]‏"[83]
- آرثر شو (ممثل) – "Begin the Beguine"[84]
- بليك شيلتون – "Ol' Red"[85]
- كارلي سيمون – «أنت مغرور جدًا»[86]
- فرانك سيناترا – «ماي واي»[87]
- بيرسي سليدج – «عندما يحب الرجل امرأة»[88]
- Sonny & Cher – "I Got You Babe"[89]
- سبايس جيرلز – «المتمني»[90][91]
- بروس سبرينغستين – "Born to Run  [لغات أخرى]‏"[92]
- رود ستيوارت – "Maggie May"[93]
- T'Pau – "Heart and Soul  [لغات أخرى]‏"[94]
- Eva Tanguay – "I Don't Care  [لغات أخرى]‏"[95]
- جيمس تايلور – «النار والمطر»[96]
- شيرلي تيمبل – "On the Good Ship Lollipop"[97]
- كونواي تويتي – "Hello Darlin'  [لغات أخرى]‏"[98]
- أ ترايب كولد كويست – "Can I Kick It?"[99]
- Type O Negative – "Black No. 1 (Little Miss Scare-All)"[100]
- كيري أندروود – "Before He Cheats"[101]
- ذا فيرف – «سمفونية حلوة مرة»[102]
- فيلدج بيبيل – "Y.M.C.A."[103]
- آندي ويليامز – «نهر القمر (أغنية)»[104]
- بيرتن وليامز – "Nobody"[105]
- إيمي واينهاوس – «إعادة تأهيل (أغنية)»[106]
- تامي وينيت – "Stand by Your Man"[107]
- Xscape – "Just Kickin' It"[108]

== روابط خارجية ==نبنبتبننبنؤنبنبنرنتبترتتنرننؤنتبتبتتبتبتبتب
ميمبمبممبمبمبمبممبمبم